# Paul Lyons
Paul Michael Lyons (Dublín, 31 de marzo de 1969-Melbourne, 8 de septiembre de 2019) fue un deportista australiano que compitió en taekwondo. Ganó dos medallas de bronce en el Campeonato Asiático de Taekwondo en los años 1986 y 1988.

## Palmarés internacional
| Campeonato Asiático | Campeonato Asiático | Campeonato Asiático | Campeonato Asiático |
| Año                 | Lugar               | Medalla             | Categoría           |
| ------------------- | ------------------- | ------------------- | ------------------- |
| 1986                | Darwin (Australia)  | Medalla de bronce   | –50 kg              |
| 1988                | Katmandú ()         | Medalla de bronce   | –50 kg              |